# Saga d'Erik le Rouge
La Saga d'Erik le Rouge (en islandais : Eiríks saga rauða) est une saga concernant l'exploration scandinave du Groenland et de l'Amérique du Nord. La version originale de cette saga a probablement été écrite au XIIIe siècle par un clerc islandais.
La saga est conservée dans deux manuscrits quelque peu différents : le Hauksbók (XIVe siècle) et le Skálholtsbók (XVe siècle). Les philologues modernes pensent que c'est la deuxième version qui est la plus proche de l'originale.
La saga décrit le bannissement d'Erik le Rouge vers le Groenland, puis la découverte du Vinland par Leif Erikson, après que son bateau a été détourné de sa route et, surtout, le voyage de Thorfinn Karlsefni, qui est en fait le véritable personnage principal du texte. Les détails géographiques donnés dans cette saga ont permis de situer plus ou moins cette terre. Il s'agit probablement de la première découverte de l'Amérique par des Européens, cinq siècles avant Christophe Colomb.

## Contexte historique
Lorsqu’elle fut découverte durant la deuxième moitié du IXe siècle, l’Islande fut colonisée rapidement et principalement par des Norvégiens. En près de soixante ans — de 870 à 930 — toutes les terres aptes à la culture ou au pâturage furent occupées. Durant cette période la Norvège était encore païenne. À la fin du Xe siècle, les colons scandinaves allèrent plus loin en Atlantique du nord. Selon les sources islandaises, les premiers colons venus d’Islande ont mis pieds au Groenland vers les années 980.
La conversion de l’Islande au christianisme est remarquable dans sa forme. À l’an mil lors de l’Althing, les Islandais ont accepté volontairement, pacifiquement et formellement le Christianisme comme foi.
Le particularisme de l’Islande est la grande coopération entre l’Église et les chefs séculiers. Les familles de ces derniers dominaient les institutions cléricales, donc la production littéraire. Malgré le fait qu’ils fussent les dirigeants de l’Église, ces chefs se considéraient également les gardiens protecteurs de leur tradition orale pré-chrétienne. C’est ainsi que la production de saga fut encouragée par la classe dirigeante islandaise. L’Église étant plutôt faible en Islande et les fils de l’élite ayant pu apprendre à lire et à écrire leur propre langue permit à cette littérature vernaculaire de foisonner plutôt que de produire des écrivains latins comme le danois Saxo Grammaticus.
L’Islande faisait partie du royaume norvégien à l’époque où la majorité des sagas des Islandais furent écrites.
La Saga d’Erik le Rouge fait partie des Sagas du Vinland — comprenant la Saga d’Erik le Rouge et la Saga des Groenlandais — qui peuvent être inclus dans le corpus plus large des « sagas des Islandais » qui traite des individus illustres de la société islandaise ayant vécu entre 850 et 1050. Les sagas sont écrites en prose et en langue vernaculaire. Elles sont en partie basées sur la tradition orale. Ces textes captivèrent les lecteurs modernes par leur description de la société nordique païenne, mais aussi parce que ces portraits proviennent d’une culture enracinée dans les traditions scolastiques et chrétiennes.
La période de production des sagas est assez vaste, allant du début du XIIe siècle jusqu’au milieu du XIVe siècle. Certains datent la rédaction de la Saga d’Erik le Rouge vers le milieu du XIIIe siècle. Nous ne connaissons pas l’identité de son auteur. Cependant, par les détails sur lequel il s’attarde, on peut se douter que l’auteur de la Saga d’Erik le Rouge soit un clerc.

## Textes antérieurs et valeur historique de la saga
On a longtemps cru que la Saga d'Erik le Rouge était le texte le plus ancien concernant le Vinland, mais ça n'est probablement pas le cas.
Régis Boyer considère que de nombreux documents antérieurs à cette saga relatent des évènements liés au Vinland et au Groenland, notamment les ouvrages suivants : les Gesta Hammaburgensis d'Adam de Brême, datant de 1070 environ, l'Historia Norwegiæ (auteur anonyme), qui date de la fin du XIIe siècle, le Íslendingabók, d'Ari Þorgilsson, vers 1120 et, enfin, le Livre de la colonisation de l'Islande, de Sturla Thórðarson.
L'auteur de cette saga aurait donc fait un travail de seconde main et se serait « appliqué à fondre différentes sortes de textes en un tout acceptable, pour en tirer un récit d'une seule venue ». Œuvre d'un clerc qui aurait désiré en faire une œuvre littéraire, ce ne serait pas forcément une source historique fiable.
En revanche, cette saga est le seul texte islandais à décrire en détail une völva (prophétesse païenne) et à la montrer se livrer au sejdr.

#### Livre audio
- (en) « Eirik the Red's Saga », sur LibriVox